# Aeroporto di Latina
L'Aeroporto di Latina (ICAO: LIRL) è un aeroporto italiano situato in prossimità della località Casal delle Palme, 10 km a nord della città di Latina, lungo la Strada statale 7 Via Appia in direzione di Cisterna di Latina, nel territorio del comune di Latina. La struttura, intitolata alla memoria del Cap.Pilota Enrico Comani, Medaglia d'Oro al Valore Aeronautico, è dotata di una pista in asfalto lunga 1 700 m e larga 40 m, l'altitudine è di 28 m /97 ft, l'orientamento delle piste 12/30. L'aeroporto, militare ma aperto al locale Aeroclub e concessionari d'area, è gestito dall'Aeronautica Militare, la forza aerea italiana, ed effettua attività secondo le regole e gli orari VFR.

## La Storia
L'Aeroporto di Littoria, intitolato al Cap. Pil. Enrico Comani (Medaglia d'Oro al Valore Aeronautico), venne inaugurato il 28 marzo 1938, costruito per sostituire i campi di volo di Sezze, Cisterna di Latina e Terracina che la Regia Aeronautica decise di chiudere. Subito dopo la sua costituzione venne istituita la Scuola di Volo Senza Visibilità (SVSV) che rimase attiva fino all'aprile 1943 quando, a causa degli eventi bellici che coinvolgono l'Italia nel corso della seconda guerra mondiale, il reparto sede della Scuola di Volo venne trasferito all'Aeroporto di Milano-Linate e la base laziale messa a disposizione di diversi reparti operativi, tutti impegnati nelle operazioni militari.
Il 1º aprile 1942 fu costituito sull'aeroporto il 132º Gruppo Autonomo Aerosiluranti con le due squadriglie aerosiluranti 278ª Squadriglia e 281ª Squadriglia, dotate in totale di sedici velivoli Savoia-Marchetti S.M.79 Sparviero.
Nel pomeriggio del 9 settembre 1943, un bombardamento aereo alleato colpisce distruggendo le infrastrutture dell'aeroporto, già sgomberato dalla maggior parte dei velivoli che vi erano stanziati dopo i mitragliamenti che lo avevano colpito il 26 marzo, l'11 ed il 18 luglio.
Dopo la guerra, con la costituzione della Repubblica, l'arma aerea si riformò nell'attuale Aeronautica Militare acquisendo ciò che rimaneva dell'impianto, rimasto in parte inutilizzato, ma nel 1955 tornò a compiti addestrativi su aerei come il C-45, il C-47 Dakota inizialmente, il Piaggio P.166M e Piaggio P.148 agli inizi degli anni sessanta e dal 1976 sul monomotore acrobatico SIAI-Marchetti SF-260AM.

## L'aeroporto oggi
Attualmente l'aeroporto è sede del 70º Stormo dell'Aeronautica Militare Italiana e di altri tre concessionari d'area (tra i quali il 118 con eliambulanza). Dista circa 2 km da Latina Scalo e 10 km da Latina. Negli ultimi anni si sono sviluppati progetti per la sua trasformazione in aeroporto civile commerciale (oggi aperto al traffico civile autorizzato) a favore delle numerose industrie dell'hinterland, dell'Agro Pontino e del turismo (Parco nazionale del Circeo, Isole Ponziane, ecc.). Determinanti per il suo futuro impiego sono stati nel tempo svariati studi sulla pre-fattibilità come struttura d'appoggio agli aeroporti di Roma. Per quest'ultima utilizzazione, l'aeroporto è stato al vaglio di organi statali e privati (biennio 2007/2008) assieme a quelli di Frosinone e Viterbo, ed inserito nelle linee guida per lo sviluppo aeroportuale regionale. Terzo scalo della regione (a frequentazione civile) per estensione dopo quelli romani, è geograficamente l'aeroporto provinciale più vicino alla Capitale.

### Il 70º Stormo
Il 70º Stormo "Giulio Cesare Graziani" è un reparto completamente dedicato all'addestramento al volo dei piloti provenienti dall'Accademia Aeronautica o dai ruoli di complemento. Il primo approccio al volo dell'allievo avviene a Latina durante un duro ciclo di addestramento per conseguire il BPA, Brevetto Pilota d'Aeroplano: in questa fase i ritiri o i non selezionati si aggirano intorno al 50%. Nella scuola vengono anche addestrati piloti di altre forze armate dello Stato, come la Guardia di Finanza, l'Esercito Italiano, la Polizia di Stato e della Marina Militare.
Il reparto ha a disposizione quattro tipi di velivoli: l'SF-260AM, ormai sostituito dalla versione più aggiornata SF-260EA, un MB-339 e due Piaggio P.166DL3 con i colori della Guardia di Finanza.